# Lokomotivy 4-6-2 Pacific
4-6-2 Pacific je typ amerických parních lokomotiv. Sériově se vyráběly od roku 1902. Byly vybaveny sacími injektory a tlakovou brzdou. Vnitřní Stephensonův rozvod později nahradil vnější rozvod Walschaerts. Parní stroj byl dvojčitý.

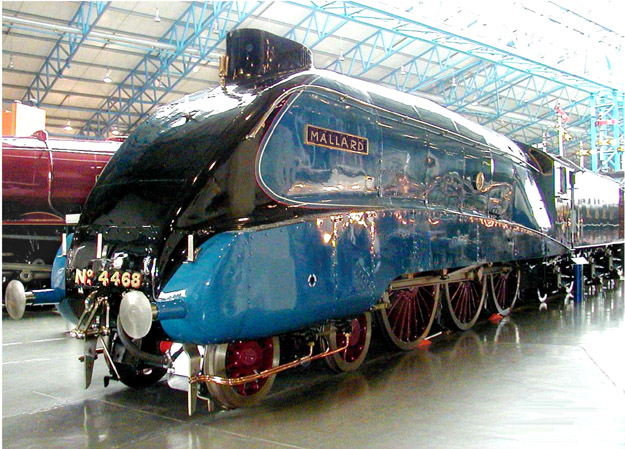
Rekordní pacifik Mallard řady A4 britské společnosti LNER
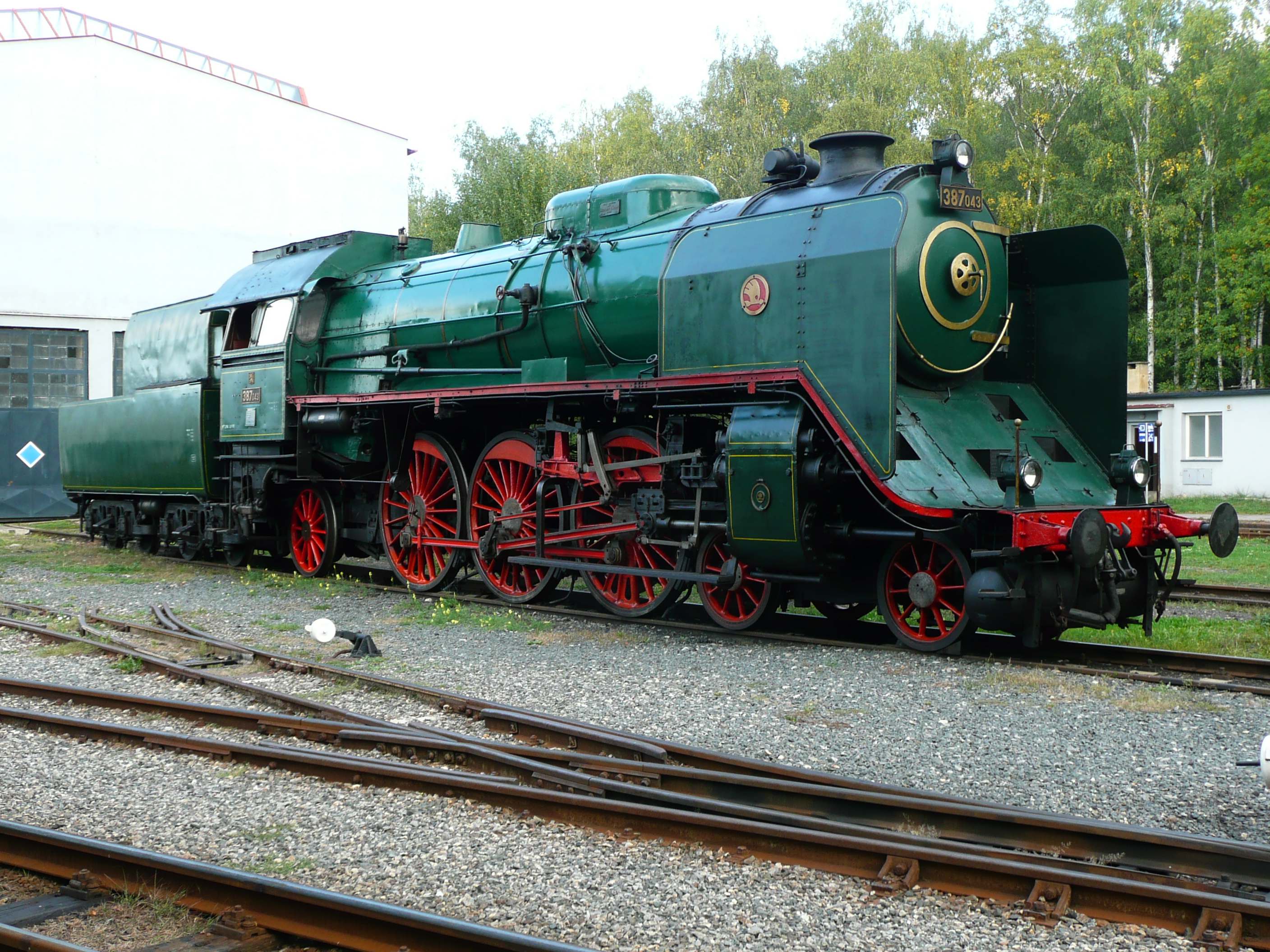
Československý pacifik 387.0 přezdívaný Mikádo (nezaměňovat s 2-8-2 Mikado)
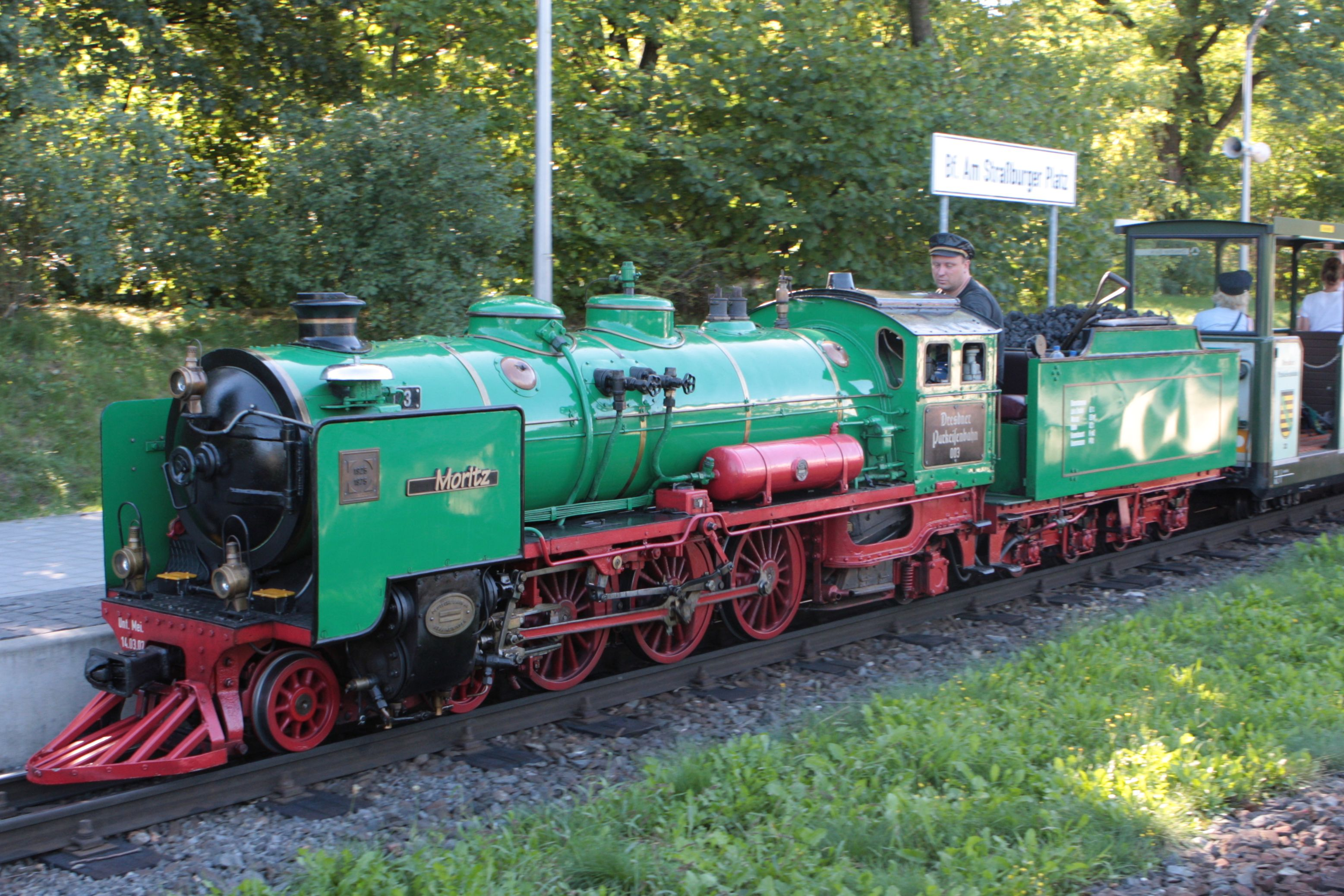
Pacifik parkové dráhy v Drážďanech

| typ                 | rok výroby |
| 4-4-0 American      | 1848       |
| 2-6-0 Mogul         | 1850       |
| 4-6-0 Ten-wheeler   | 1860       |
| 2-8-0 Consolidation | 1870       |
| 2-10-0 Decapod      | 1890       |
| 4-4-2 Atlantic      | 1896       |
| 2-6-2 Prairie       | 1896       |
| 2-8-2 Mikado        | 1900       |
| 4-6-2 Pacific       | 1902       |
| 0-6-0 Switcher      | 1902       |
| 2-6-6-2 Articulated | 1906       |
| 4-8-2 Mountain      | 1910       |
| 2-8-4 Berkshire     | 1925       |
| 2-10-4 Texas        | 1925       |
| 4-6-4 Hudson        | 1927       |
| 4-8-4 Northern      | 1927       |
| 4-6-6-4 Challenger  | 1936       |

## Československo
Lokomotivy typu pacifik nebyly u Československých státních drah příliš rozšířené. Ještě z dob Rakouska-Uherska zde byla řada 354.1, což je pacifik v tendrovém provedení. Nepočítáme-li lokomotivy ř. 399.0 určené původně pro Litevské železnice, zbývá jediná řada vyvinutá a vyráběná pro ČSD – 387.0 „Mikádo“. Vzhledem ke kopcovitému charakteru českých zemí a zvyšující se hmotnosti vlaků se v dalším vývoji přešlo ke čtyřspřežním lokomotivám – ř. 486.0, 486.1, 475.1, 498.0 a 498.1.